# Morizès
Morizès – miejscowość i gmina we Francji, w regionie Nowa Akwitania, w departamencie Żyronda.
Według danych na rok 1990 gminę zamieszkiwało 505 osób, a gęstość zaludnienia wynosiła 86 osób/km² (wśród 2290 gmin Akwitanii Morizès plasuje się na 711. miejscu pod względem liczby ludności, natomiast pod względem powierzchni na miejscu 1367.).